# Campeonato Mundial Juvenil de Ginástica Rítmica de 2023
O Campeonato Mundial Juvenil de Ginástica Rítmica de 2023 foi a segunda edição do Campeonato Mundial Juvenil de Ginástica Rítmica. Foi realizado em Cluj-Napoca, Romênia, de 6 a 9 de julho de 2023.

## Calendário de competição
Todas os horários na hora local (UTC+03:00).
- Sexta-feira, 7 de julho
  - Todo o Dia - Qualificatória Individual: Arco e Bola
  - Cerimônia de Abertura
  - Noite - Qualificatória Grupos: 5 Cordas e 5 Bolas
- Sábado, 8 de julho
  - Todo o Dia - Qualificatória Individual: Maças e Fita
  - Qualificatória Grupos: 5 Cordas e 5 Bolas
  - Cerimônia de Premiação por Equipes (RGI e RGG combinadas)
  - Cerimônia de Premiação RGG Geral
- Domingo, 9 de julho
  - 12:00 – 12:35 - Final Individual por Aparelhos - Arco
  - 12:42 – 13:17 - Final Individual por Aparelhos - Bola
  - 13:22 – 13:32 - Cerimônias de Premiação Arco e Bola
  - 13:37 – 14:20 - Final Grupos: 5 Cordas
  - 14:25 – 14:35 - Cerimônia de Premiação 5 Cordas
  - 14:40 – 15:15 - Final Individual por Aparelhos - Maças
  - 15:22 – 15:57 - Final Individual por Aparelhos - Fita
  - 16:02 – 16:12 - Cerimônias de Premiação Maças e Fita
  - 16:17 – 17:00 - Final Grupos: 5 Bolas
  - 17:05 – 17:15 - Cerimônia de Premiação 5 Bolas

## Medalhistas
| Evento     | Ouro | Prata | Bronze |
| ---------- | --- | --- | --- |
| Equipes    | | | |
| Equipes    | Bulgária · Individual: · Elvira Krasnobaeva · Nikol Todorova Grupo: · Eva Emilova · Vanesa Emilova · Andrea Ivanova · Krasimira Ivanova · Gabriela Peeva · Tsveteyoana Peycheva · | Israel · Individual: · Lian Rona · Alona Tal Franco · Regina Polishchuk · Yael Aloni Goldblatt · Grupo: · Shelly Elguy · Elinor Gerts · Kseniya Kulyk · Yuval Schulman · Anat Shnaider · Meital Maayan Sumkin · | Roménia · Individual: · Amalia Lică · Lisa Garac · Grupo: · Arianna Alexandru · Andra Crainic · Carina Crainic · Andreea Nastasa · Alexandra Patrascu · Eva Vencu · |
| Individual | | | |
| Arco       | Alona Tal Franco (ISR) | Amalia Lică (ROU) | Anastasiya Sarantseva (UZB) |
| Bola       | Elvira Krasnobaeva (BUL) | Lada Pusch (GER) | Regina Polischuk (ISR) |
| Maças      | Liliana Lewińska (POL) | Taisiia Onofriichuk (UKR) | Rin Keys (USA) |
| Fita       | Liliana Lewińska (POL) | Nikol Todorova (BUL) | Mishel Nesterova (UZB) |
| Grupos     | | | |
| Geral      | Bulgária · Eva Emilova · Vanesa Emilova · Andrea Ivanova · Krasimira Ivanova · Gabriela Peeva · Tsveteyoana Peycheva                                                              | Israel · Shelly Elguy · Elinor Gerts · Kseniya Kulyk · Yuval Schulman · Anat Shnaider · Meital Maayan Sumkin | Azerbaijão · Madina Aslanova · Ilaha Bahadirova · Govhar Ibrahimova · Sakinakhanim Ismayilzada · Zahra Jafarova · Ayan Sadigova                                     |
| 5 Cordas   | Israel · Shelly Elguy · Elinor Gerts · Kseniya Kulyk · Yuval Schulman · Anat Shnaider · Meital Maayan Sumkin                                                                      | Bulgária · Eva Emilova · Vanesa Emilova · Andrea Ivanova · Krasimira Ivanova · Gabriela Peeva · Tsveteyoana Peycheva                                                                                            | Azerbaijão · Madina Aslanova · Ilaha Bahadirova · Govhar Ibrahimova · Sakinakhanim Ismayilzada · Zahra Jafarova · Ayan Sadigova                                     |
| 5 Bolas    | Israel · Shelly Elguy · Elinor Gerts · Kseniya Kulyk · Yuval Schulman · Anat Shnaider · Meital Maayan Sumkin                                                                      | Bulgária · Eva Emilova · Vanesa Emilova · Andrea Ivanova · Krasimira Ivanova · Gabriela Peeva · Tsveteyoana Peycheva                                                                                            | Azerbaijão · Madina Aslanova · Ilaha Bahadirova · Govhar Ibrahimova · Sakinakhanim Ismayilzada · Zahra Jafarova · Ayan Sadigova                                     |

## Resultados

### Equipes
| Pos. | Nação          | Total   |
| ---- | -------------- | ------- |
| 1    | Bulgária       | 181.000 |
| 2    | Israel         | 180.350 |
| 3    | Roménia        | 179.100 |
| 4    | Ucrânia        | 173.400 |
| 5    | Itália         | 170.050 |
| 6    | Uzbequistão    | 169.900 |
| 7    | Azerbaijão     | 167.050 |
| 8    | Alemanha       | 165.950 |
| 9    | Cazaquistão    | 162.950 |
| 10   | Hungria        | 162.750 |
| 11   | Estados Unidos | 161.200 |
| 12   | Brasil         | 159.550 |
| 13   | Turquia        | 158.900 |
| 14   | Grécia         | 158.100 |
| 15   | Eslovênia      | 156.500 |
| 16   | Egito          | 154.650 |
| 17   | Finlândia      | 153.750 |
| ...  |                |         |

### Individual

#### Arco
| Pos. | Ginasta               | Nação          | Nota D | Nota A | Nota E | Pen. | Total  |
| ---- | --------------------- | -------------- | ------ | ------ | ------ | ---- | ------ |
| 1    | Alona Tal Franco      | Israel         | 15.200 | 8.300  | 8.150  | 0.05 | 31.600 |
| 2    | Amalia Lică           | Roménia        | 14.700 | 8.100  | 8.100  |      | 30.900 |
| 3    | Anastasiya Sarantseva | Uzbequistão    | 14.800 | 7.800  | 8.250  |      | 30.850 |
| 4    | Elvira Krasnobaeva    | Bulgária       | 14.700 | 8.000  | 7.950  |      | 30.650 |
| 5    | Lada Pusch            | Alemanha       | 14.500 | 7.850  | 8.250  |      | 30.600 |
| 6    | Taisiia Onofriichuk   | Ucrânia        | 14.300 | 7.550  | 8.100  |      | 29.950 |
| 7    | Vera Tugolukova       | Chipre         | 14.300 | 7.800  | 7.750  |      | 29.850 |
| 8    | Rin Keys              | Estados Unidos | 13.100 | 7.800  | 7.550  |      | 28.450 |

#### Bola
| Pos. | Ginasta            | Nação          | Nota D | Nota A | Nota E | Pen. | Total  |
| ---- | ------------------ | -------------- | ------ | ------ | ------ | ---- | ------ |
| 1    | Elvira Krasnobaeva | Bulgária       | 15.300 | 8.250  | 8.550  |      | 32.100 |
| 2    | Lada Pusch         | Alemanha       | 14.500 | 8.050  | 8.250  |      | 30.800 |
| 3    | Regina Polishchuk  | Israel         | 14.100 | 8.100  | 8.200  | 0.05 | 30.350 |
| 4    | Liliana Lewińska   | Polónia        | 13.400 | 8.300  | 8.350  | 0.05 | 30.000 |
| 5    | Vera Tugolukova    | Chipre         | 13.900 | 7.950  | 8.100  |      | 29.950 |
| 6    | Lisa Garac         | Roménia        | 12.900 | 8.150  | 8.100  |      | 29.150 |
| 7    | Natalya Usova      | Uzbequistão    | 13.500 | 7.700  | 7.500  |      | 28.700 |
| 8    | Megan Chu          | Estados Unidos | 12.700 | 7.800  | 7.950  |      | 28.450 |

#### Maças
| Pos. | Ginasta             | Nação          | Nota D | Nota A | Nota E | Pen. | Total  |
| ---- | ------------------- | -------------- | ------ | ------ | ------ | ---- | ------ |
| 1    | Liliana Lewińska    | Polónia        | 14.200 | 8.550  | 8.250  | 0.05 | 30.950 |
| 2    | Taisiia Onofriichuk | Ucrânia        | 13.100 | 8.300  | 8.350  |      | 29.750 |
| 3    | Rin Keys            | Estados Unidos | 12.600 | 8.450  | 8.350  |      | 29.400 |
| 4    | Lian Rona           | Israel         | 12.300 | 8.300  | 8.250  |      | 28.850 |
| 5    | Amalia Lică         | Roménia        | 12.700 | 8.500  | 7.650  |      | 28.850 |
| 6    | Vera Tugolukova     | Chipre         | 13.000 | 7.950  | 7.650  |      | 28.600 |
| 7    | Lola Djuraeva       | Uzbequistão    | 12.700 | 7.450  | 7.450  |      | 27.600 |
| 8    | Boglárka Barkóczi   | Hungria        | 11.900 | 7.800  | 7.800  |      | 27.500 |

#### Fita
| Pos. | Ginasta              | Nação       | Nota D | Nota A | Nota E | Pen. | Total  |
| ---- | -------------------- | ----------- | ------ | ------ | ------ | ---- | ------ |
| 1    | Liliana Lewińska     | Polónia     | 13.100 | 8.250  | 8.250  |      | 29.600 |
| 2    | Nikol Todorova       | Bulgária    | 13.200 | 8.050  | 8.150  |      | 29.400 |
| 3    | Mishel Nesterova     | Uzbequistão | 13.000 | 8.000  | 7.950  |      | 28.950 |
| 4    | Amalia Lică          | Roménia     | 12.200 | 8.050  | 7.900  |      | 28.150 |
| 5    | Lada Pusch           | Alemanha    | 12.100 | 8.100  | 7.650  |      | 27.850 |
| 6    | Lara Manfredi        | Itália      | 11.200 | 7.850  | 7.900  |      | 26.950 |
| 7    | Yael Aloni Goldblatt | Israel      | 11.500 | 7.750  | 7.550  |      | 26.800 |
| 8    | Taisiia Onofriichuk  | Ucrânia     | 10.900 | 8.000  | 7.550  |      | 26.450 |

### Grupos

#### Geral
As 8 melhores pontuações no aparelho qualificam-se para as finais de grupos por aparelho.
| Pos. | Nação          | 5      | 5      | Total  |
| ---- | -------------- | ------ | ------ | ------ |
| 1    | Bulgária       | 30.300 | 31.750 | 62.050 |
| 2    | Israel         | 29.900 | 32.000 | 61.900 |
| 3    | Azerbaijão     | 29.600 | 29.800 | 59.400 |
| 4    | Ucrânia        | 28.200 | 29.650 | 57.500 |
| 5    | Itália         | 28.900 | 28.600 | 57.500 |
| 6    | Brasil         | 28.400 | 29.050 | 57.450 |
| 7    | Roménia        | 28.450 | 28.400 | 56.850 |
| 8    | Estónia        | 27.100 | 28.500 | 55.600 |
| 9    | Cazaquistão    | 27.500 | 27.850 | 55.350 |
| 10   | Hungria        | 27.700 | 27.450 | 55.150 |
| 11   | Espanha        | 28.350 | 25.900 | 54.250 |
| 12   | Japão          | 25.700 | 28.000 | 53.700 |
| 13   | Turquia        | 24.000 | 29.000 | 53.000 |
| 14   | Grécia         | 25.350 | 26.850 | 52.200 |
| 15   | Uzbequistão    | 26.050 | 25.650 | 51.700 |
| 16   | Eslovênia      | 24.700 | 26.850 | 51.550 |
| 17   | Egito          | 25.500 | 26.000 | 51.500 |
| 18   | Polónia        | 24.350 | 27.150 | 51.500 |
| 19   | Lituânia       | 24.350 | 27.050 | 51.400 |
| 20   | Geórgia        | 25.200 | 25.300 | 50.500 |
| 21   | Finlândia      | 23.600 | 25.350 | 48.950 |
| 22   | Estados Unidos | 22.300 | 25.500 | 47.800 |
| 23   | Alemanha       | 24.100 | 23.550 | 47.650 |
| 24   | Coreia do Sul  | 21.800 | 24.650 | 46.450 |
| 25   | Andorra        | 22.000 | 24.100 | 46.100 |
| 26   | Eslováquia     | 20.900 | 24.450 | 45.350 |
| 27   | Portugal       | 22.200 | 20.950 | 43.150 |
| 28   | Chéquia        | 21.550 | 20.750 | 42.300 |
| 29   | Grã-Bretanha   | 20.300 | 21.400 | 41.700 |
| 30   | Chile          | 21.600 | 19.250 | 40.850 |
| 31   | Canadá         | 19.000 | 21.700 | 40.700 |
| 32   | Quirguistão    | 20.100 | 20.400 | 40.500 |

#### 5 Cordas
| Pos. | Nação      | Nota D | Nota E | Nota A | Pen. | Total  |
| ---- | ---------- | ------ | ------ | ------ | ---- | ------ |
| 1    | Israel     | 15.600 | 7.900  | 7.250  |      | 30.750 |
| 2    | Bulgária   | 15.300 | 7.500  | 7.500  | 0.05 | 30.250 |
| 3    | Azerbaijão | 14.400 | 7.500  | 7.100  |      | 29.000 |
| 4    | Ucrânia    | 14.000 | 7.500  | 7.450  |      | 28.950 |
| 5    | Roménia    | 13.700 | 7.750  | 7.250  |      | 28.700 |
| 6    | Brasil     | 13.600 | 7.850  | 7.150  | 0.30 | 28.300 |
| 7    | Espanha    | 13.200 | 7.750  | 6.900  | 0.35 | 27.500 |
| 8    | Itália     | 12.400 | 7.250  | 6.500  | 0.60 | 25.550 |

#### 5 Bolas
| Pos. | Nação      | Nota D | Nota E | Nota A | Pen. | Total  |
| ---- | ---------- | ------ | ------ | ------ | ---- | ------ |
| 1    | Israel     | 15.600 | 8.500  | 8.150  |      | 32.250 |
| 2    | Bulgária   | 14.900 | 8.450  | 7.250  |      | 30.600 |
| 3    | Azerbaijão | 14.900 | 7.700  | 7.550  |      | 30.150 |
| 4    | Ucrânia    | 14.300 | 7.750  | 7.850  |      | 29.900 |
| 5    | Turquia    | 13.900 | 8.050  | 7.250  |      | 29.200 |
| 6    | Itália     | 14.000 | 7.800  | 7.350  |      | 29.150 |
| 7    | Estónia    | 13.400 | 7.650  | 7.500  |      | 28.550 |
| 8    | Brasil     | 11.700 | 7.400  | 6.700  | 0.30 | 25.500 |

## Quadro de medalhas
*   país anfitrião (Roménia)
| Pos.               | País               | Ouro | Prata | Bronze | Total |
| ------------------ | ------------------ | ---- | ----- | ------ | ----- |
| 1                  | Bulgária           | 3    | 3     | 0      | 6     |
| 2                  | Israel             | 3    | 2     | 1      | 6     |
| 3                  | Polónia            | 2    | 0     | 0      | 2     |
| 4                  | Roménia            | 0    | 1     | 1      | 2     |
| 5                  | Alemanha           | 0    | 1     | 0      | 1     |
| 5                  | Ucrânia            | 0    | 1     | 0      | 1     |
| 7                  | Azerbaijão         | 0    | 0     | 3      | 3     |
| 8                  | Uzbequistão        | 0    | 0     | 2      | 2     |
| 9                  | Estados Unidos     | 0    | 0     | 1      | 1     |
| Total (9 entradas) | Total (9 entradas) | 8    | 8     | 8      | 24    |

## Nações participantes
- Andorra (7)
- Armênia (4)
- Austrália (10)
- Áustria (1)
- Azerbaijão (7)
- Bélgica (4)
- Bósnia e Herzegovina (4)
- Bolívia (8)
- Brasil (10)
- Bulgária (10)
- Canadá (8)
- Chile (10)
- Colômbia (4)
- Croácia (4)
- Chipre (8)
- Chéquia (8)
- Egito (10)
- Espanha (9)
- Estónia (6)
- Finlândia (8)
- França (4)
- Grã-Bretanha (10)
- Geórgia (10)
- Alemanha (9)
- Grécia (10)
- Hungria (10)
- Índia (10)
- Israel (10)
- Itália (10)
- Japão (10)
- Cazaquistão (10)
- Coreia do Sul (10)
- Letónia (4)
- Lituânia (10)
- Luxemburgo (2)
- Moldávia (4)
- México (7)
- Mongólia (8)
- Montenegro (2)
- Noruega (4)
- Nova Zelândia (4)
- Polónia (7)
- Portugal (9)
- Roménia (8)
- África do Sul (9)
- Singapura (2)
- Eslovênia (8)
- San Marino (3)
- Sérvia (4)
- Suíça  (3)
- Eslováquia (8)
- Tailândia (1)
- Togo (1)
- Tunísia (2)
- Turquia (10)
- Ucrânia (10)
- Estados Unidos (10)
- Uzbequistão (10)
- Venezuela (1)
- Vietnã (1)